# San Miceli
San Miceli è un sito archeologico che si trova nel territorio di Salemi, in una fertile conca ai piedi della collina su cui sorge l'odierna cittadina.
Nel 1893 Antonino Salinas, dopo alcuni fortuiti rinvenimenti che ne avevano preannunciato l'esistenza, effettuò un intervento di scavo riportando alla luce i resti di quello che a seguito di indagini più recenti si è rivelato essere uno dei più importanti insediamenti paleocristiani della Sicilia. Furono rinvenuti la muraglia di edifici, colonne marmoree, suppellettili varie, numerosi sepolcri, forniti di un vero e proprio arredo funebre e gli avanzi di una piccolissima basilica con pavimento a mosaici.
La prospezione archeologica ha fatto risalire il primo periodo di frequentazione della conca di San Miceli all’età ellenistica, III-II sec. a.C., su cui poi si sviluppò, per la sua favorevole posizione topografica, un modesto complesso rurale che in seguito, tra il IV ed il VI secolo, assunse maggiore rilevanza acquisendo probabilmente l’aspetto di un borgo rurale, vicus, con una piccola solidale comunità cristiana.
Nell'ambito del sito archeologico, particolare importanza assume la basilica, seppure di modeste dimensioni, posta nell'area del sepolcreto. Ha una pianta rettangolare, più larga che lunga, due file di cinque colonne, un'aula divisa originariamente in tre navate e una piccola abside centrale posta ad occidente, di fronte all'ingresso principale situato ad oriente. Le mura sono in opus incertum con un nartece o per lo meno un protiro e la copertura era con tetto di legno a spioventi, ricoperto da tegole, la cui esistenza è attestata dai resti bruciati di travi, coppi, tegole e carboni, rinvenuti nel manto terroso che ricopriva il pavimento. Di conseguenza si presume che la distruzione della basilica sia avvenuta a causa di un incendio che determinò anche il suo abbandono. Una volta distrutta la parte in elevazione il suolo ha conservato i tre strati di pavimento a mosaico, di diversa età e di differente valore stilistico. Nel primo strato fu rinvenuta un'epigrafe in lingua latina con lettere bianche su fondo rosso, le cui tessere di dimensioni più piccole rispetto a quelle degli altri strati sono ben squadrate e levigate. A circa 35 cm di profondità si trova lo strato intermedio di mosaico. Sebbene sia di fattura meno curata rispetto al precedente, è dei tre il più significativo sia per l’interezza di insieme, sia per l'importanza delle epigrafi dedicatorie in greco e in latino in esso contenute. Formato da tasselli di tre tinte: il bianco fatto con tipo di calcare rupestre in Sicilia chiamato lattimusa, il nero fatto con una pietra bluastra simile all'ardesia scalcinata, il rosso di terracotta. Malgrado la fattura delle tessere sia piuttosto irregolare e la gamma cromatica limitata a soli tre colori, i toni risultano equilibrati e le tinte raffinate. Sotto questo pavimento furono rilevate le tracce di un terzo strato di mosaico a decorazione lineare, formato da tasselli mal connessi e molto rozzi.
Dalla sovrapposizione dei tre strati risulta evidente che la basilica ebbe un lungo periodo di vita con vari rifacimenti subiti in epoche diverse. L’analisi cronologica dei manufatti porta a dedurre che la rovina sia avvenuta intorno al 550, al tempo delle incursioni barbariche guidate da Totila.
Nel 1966 i mosaici furono restaurati dalla Soprintendenza alle Antichità di Palermo e racchiusi in una moderna costruzione. Malgrado tutto furono oggetto di cieco vandalismo che tuttavia non riuscì fortunatamente a disperdere il patrimonio archeologico.